# Nikolaï Ouglanov
Nikolaï Alexandrovitch Ouglanov (Угла́нов, Никола́й Алекса́ндрович), né le 5 décembre 1886 et mort exécuté le 31 mai 1937 à Moscou, est un homme politique russe, qui joua un rôle important dans le gouvernement de l'Union soviétique.

## Biographie
Fils de paysans, il adhère au parti communiste en 1907.
De mars à décembre 1921, il est premier secrétaire du Parti communiste à Pétrograd.
D'août 1924 à novembre 1928, il est premier secrétaire du Parti communiste à Moscou.
Durant cette période, il est membre du Secrétariat du Comité central du Parti communiste, sous les ordres directs de Joseph Staline.
À l'issue du XIVe Congrès du Parti communiste d'URSS en décembre 1925, il est élu membre suppléant du Politburo.
De novembre 1928 à juillet 1930, il est commissaire du peuple (ministre), chargé du travail et de l'emploi.
En 1930, alors que la collectivisation bat son plein, il s'associe avec Martemyan Rioutine, qui a donné son nom au programme Rioutine, contestant la politique stalinienne. Ouglanov est alors exclu du parti communiste à l'automne 1932.
Il est sommairement jugé pour « déviationnisme droitier » en 1937, puis exécuté dans le cadre des Procès de Moscou et des Purges staliniennes.